# Dorfchemnitz (Zwönitz)
Dorfchemnitz ist ein Ortsteil der sächsischen Stadt Zwönitz im Erzgebirgskreis.

## Geografie

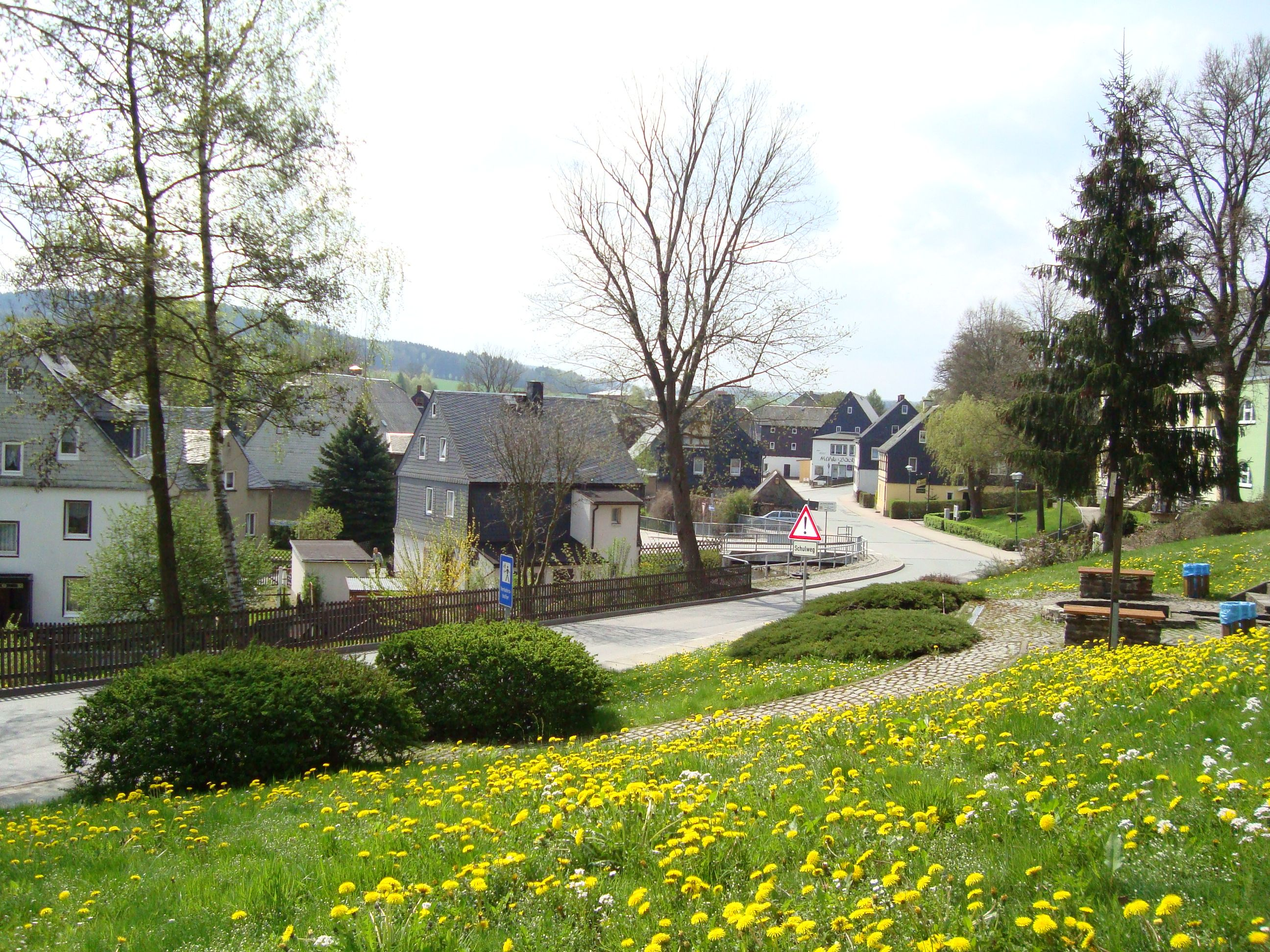
In Dorfchemnitz

### Lage
Das Waldhufendorf Dorfchemnitz liegt im Mittleren Erzgebirge am Geyerischen Wald auf beiden Seiten des Zwönitzbaches. Durch die Ortslage führt die Staatsstraße 257. Dorfchemnitz hat Anschluss an die Bahnstrecke Chemnitz–Aue–Adorf.

### Nachbarorte
| Brünlos  | Thalheim                                    | Gornsdorf |
| Gablenz  | Kompassrose, die auf Nachbargemeinden zeigt | Günsdorf  |
| Affalter | Niederzwönitz                               |           |

## Geschichte

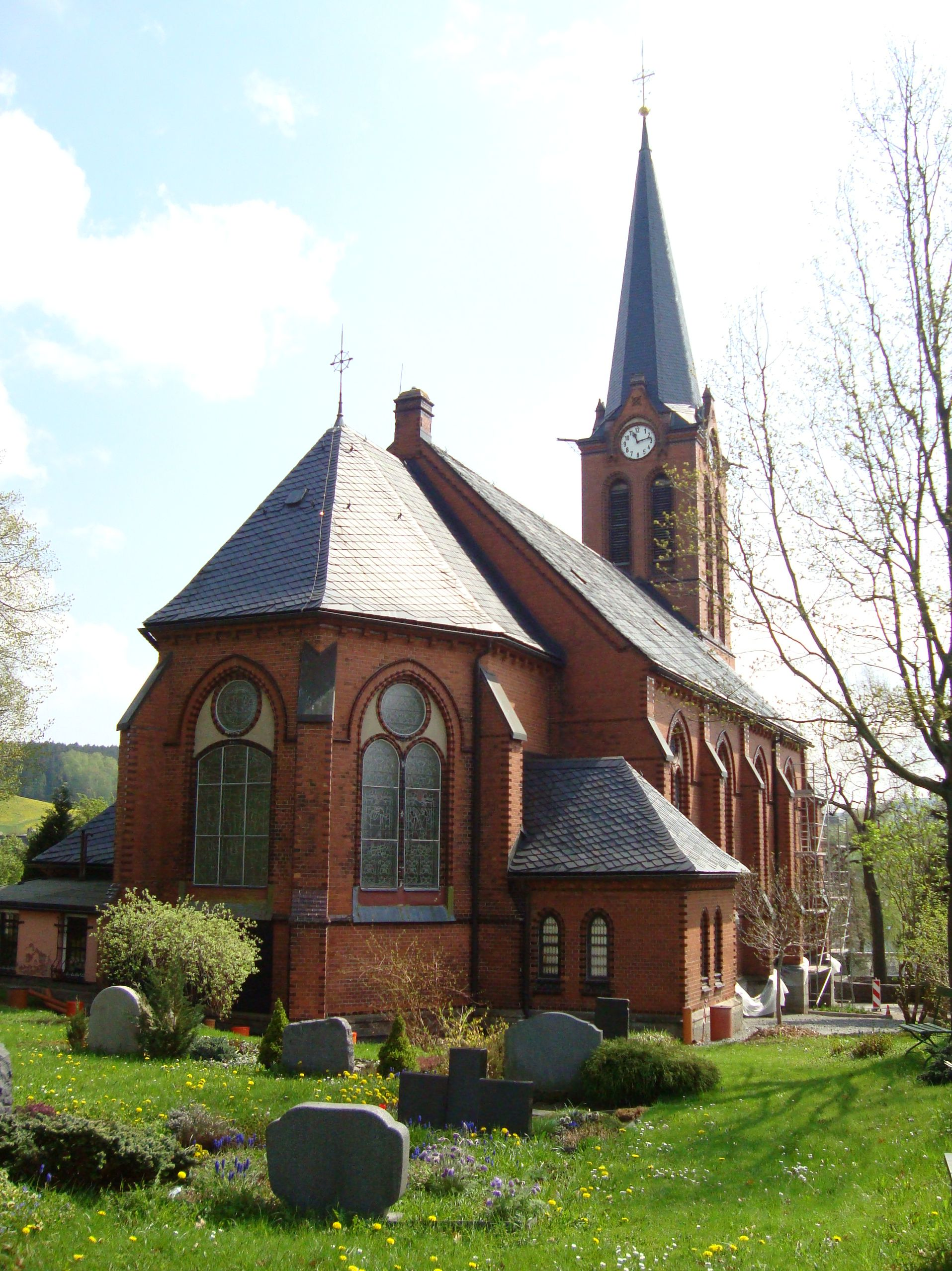
Kirche in Dorfchemnitz

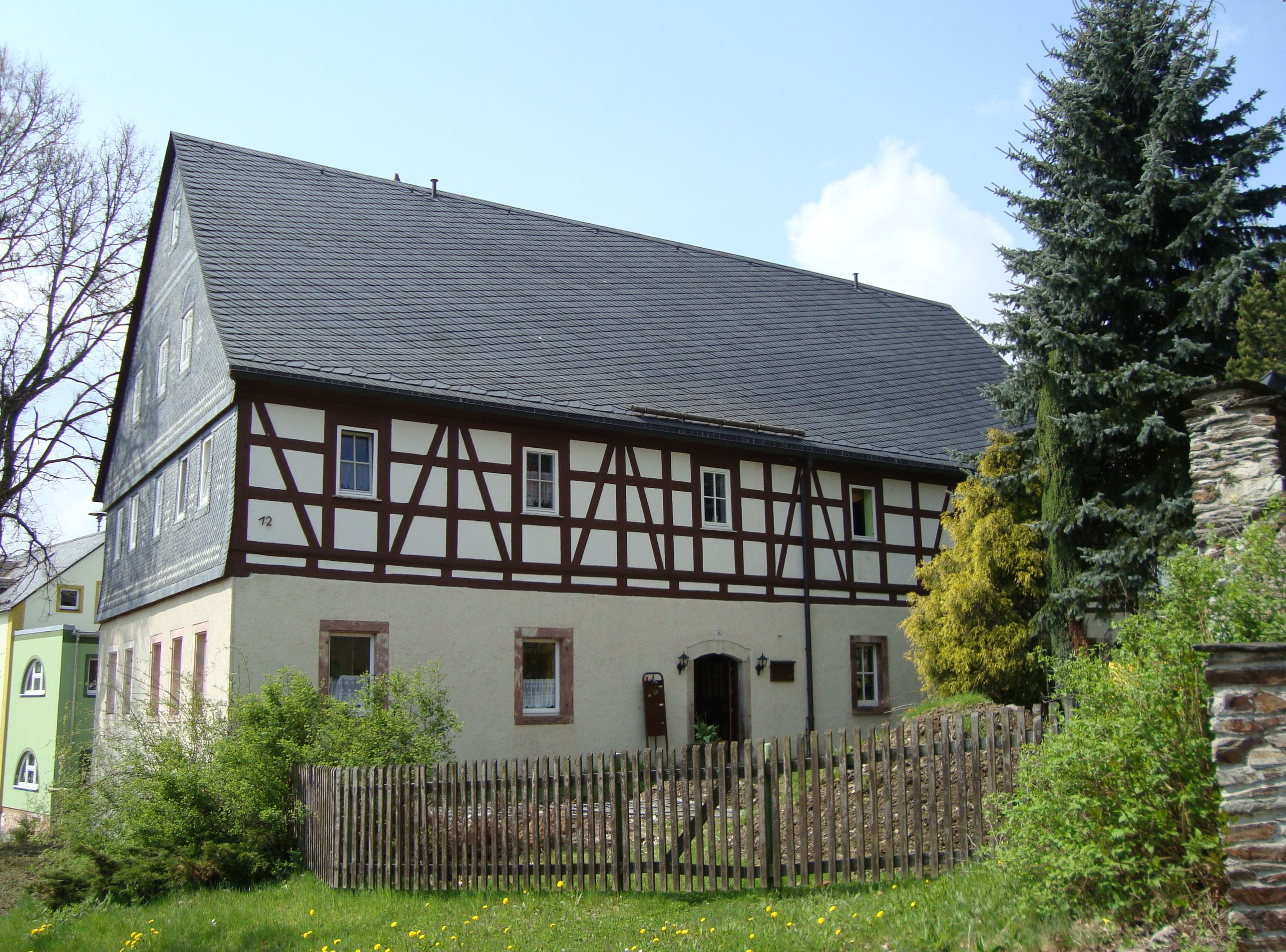
Pfarrhaus Dorfchemnitz

Die Ersterwähnung als Dorffkempnitz datiert von 1447. Der Ortsname Dorfchemnitz wird auf den Zufluss zur Chemnitz zurückgeführt, der im Mittelalter noch nicht den Namen Zwönitz trug, sondern als Kamenica überliefert ist. Das Dorf bestand aus einer Feldflur von 13 ¼ Hufen. Die relativ hohe Anzahl an 67 Inwohnern im Vergleich zu 35 besessenen Mann im 16. Jahrhundert ist vermutlich auf regen Bergbau im Bereich des Lehmbachs zurückzuführen. Bekannte Zeche sind z. B. 1564 die Grube Hülffe Gottes, 1570 St. Andreas und 1580 St. Ludwig. In der Grube Neue Hoffnung Morgengang wurde 1815 auf Arsenkies, Silber und andere Erze gebaut. Am nördlichen Ende von Dorfchemnitz befand sich ein Eisenhammer. An dieser Stelle befand sich bis 1897 eine Mahlmühle, bis diese nach einem Brand in eine Holzschleiferei umgebaut wurde. Nachdem sich die Wasserkraft jedoch als zu schwach erwies, wurde stattdessen eine Schneidmühle dort eingebaut.
Als Kinder des örtlichen evangelisch-lutherischen Pfarrers wurden 1628 Esaias und 1632 Samuel von Pufendorf im Dorfchemnitzer Pfarrhaus geboren.
Wichtigste Berufszweige waren im 19. Jahrhundert neben der Landwirtschaft vor allem das Leinweber- und Strumpfwirkergewerbe. Die Frauen im Ort klöppelten eifrig. Die Gründung einer ersten Strumpffabrik im Ort erfolgte 1885, wobei sich dieses Gewerbe rasch ausbreitete, sodass um 1900 mehrere Strumpffabriken in Betrieb waren. Viele Einwohner fanden zudem in den Strumpffabriken im benachbarten Thalheim Arbeit. In der DDR gehörte die hiesige Strumpffabrik zum VEB Esda (vorher VEB Feinstrumpfwerke 3 Tannen). Auf 48 Rundstrickmaschinen wurden nahtlose Damenstrümpfe produziert. Der Industriezweig kam nach der Wende komplett zum Erliegen.
Seit 1. Januar 1998 ist Dorfchemnitz ein Ortsteil der Stadt Zwönitz.

## Entwicklung der Einwohnerzahl
| Jahr | Einwohner                                 |
| ---- | ----------------------------------------- |
| 1551 | 35 besessene Mann, 67 Inwohner            |
| 1764 | 29 besessene Mann, 21 Häusler, 13 ¼ Hufen |
| 1834 | 0661                                      |
| 1871 | 1118                                      |

| Jahr | Einwohner |
| ---- | --------- |
| 1890 | 1575      |
| 1910 | 1601      |
| 1925 | 1611      |
| 1939 | 1937      |

| Jahr | Einwohner |
| ---- | --------- |
| 1946 | 2032      |
| 1950 | 2114      |
| 1964 | 1918      |
| 1990 | 1532      |

## Sehenswürdigkeiten

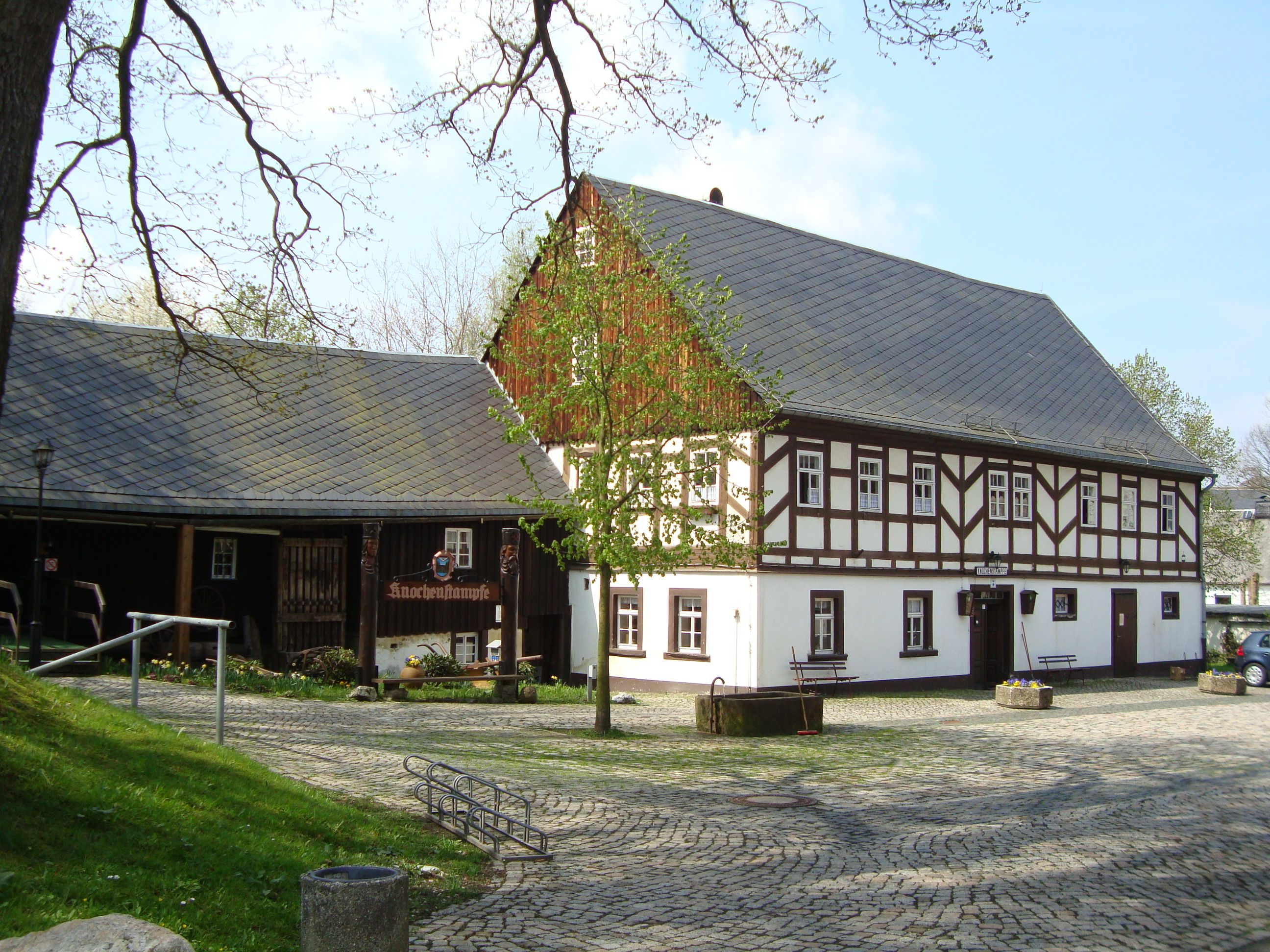
Heimatmuseum Knochenstampfe in Dorfchemnitz

Die Knochenstampfe Dorfchemnitz ist die einzige öffentlich zugängliche Knochenstampfe im Erzgebirge und verfügt über ein durch ein Wasserrad angetriebenes Stampfenwerk, das für die Zerkleinerung von Tierknochen zu Dünger verwendet wurde. Ferner befindet sich dort ein Steinbackofen aus dem Jahre 1585.
Die Dorfkirche in ihrer heutigen Form stammt aus dem Jahr 1893. Sie enthält jedoch auch ältere Gegenstände wie Reste eines spätgotischen Schnitzaltars, ein Kruzifix aus dem Jahre 1697 und den bäuerlichen Barockaltar.

## Persönlichkeiten
- Esaias von Pufendorf (1628–1689), Diplomat in schwedischen und dänischen Diensten
- Samuel von Pufendorf (1632–1694), Naturrechtsphilosoph und Historiker